# Noah Lyles
Noah Lyles (født 18. juli 1997 i Gainesville, Florida) er en atlet fra USA, der løber for klubben PURE Athletics.
Han tog bronzemedaljen på 200 meter, da han repræsenterede sit land ved OL 2020 i Tokyo (afholdt i 2021).
Ved OL 2024 i Paris vandt han guld på 100 m.